# Chryzostom (Synetos)
Chryzostom, imię świeckie Dimitrios Synetos (ur. 1939 w Zakintos) – grecki biskup prawosławny w jurysdykcji Kościoła Grecji, tytularny metropolita Dodoni.

## Życiorys
W 1961 r. złożył wieczyste śluby mnisze w klasztorze Świętej Katarzyny na Synaju. W tym samym roku został wyświęcony na hierodiakona, a w 1962 – na hieromnicha. W latach 1974–1994 był namiestnikiem monasteru Moni Penteli. Chirotonię biskupią przyjął 16 sierpnia 1976 r., z tytułem biskupa Dodoni. W 1991 r. otrzymał godność metropolity. W latach 1994–2011 stał na czele metropolii Zakintos. Od 2011 r. ponownie nosi tytuł metropolity Dodoni.